# Кашемір

Кашемірова пашміна

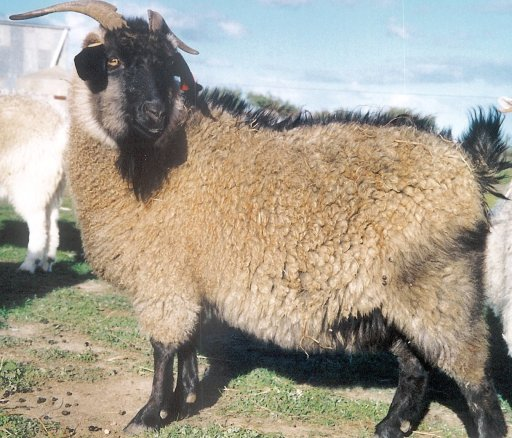
Кашемірова коза

Кашемі́р (від назви кашемірських/кашмірських шалей, що їх виробляли з тонкої козячої вовни в Кашмірі) — легка вовняна, напіввовняна або бавовняна гладкофарбована тканина саржового переплетення ниток. 
З кашеміру шиють головним чином дитячі та жіночі сукні, виготовляють хустки. Вироби — великі хустки з кашеміру відомі під назвою пашміна (pashmina).
Вироби з кашеміру характеризуються легкістю, низькою алергенністю, дуже приємні на дотик. Людська волосина завтовшки бл. 50 мікрон, а якісна кашемірова нитка бл. 16 мікрон.
Основними виробниками і постачальниками як кашемірового пуху, так і кашемірових тканин у світі є Індія, Китай, Іран, Афганістан, Монголія.

## Джерело
- Українська радянська енциклопедія : у 12 т. / гол. ред. М. П. Бажан ; редкол.: О. К. Антонов та ін. — 2-ге вид. — К. : Головна редакція УРЕ, 1974–1985., Том 5., К., 1980, стор. 75

1. ↑  Tortora P. G., Merkel R. S. Cashmere (1) // Fairchild's Dictionary of Textiles — Fairchild Fashion Media, 1996. — P. 97.